# Giedrė Labuckienė
Giedrė Labuckienė, nom de soltera Giedrė Paugaitė, (Mažeikiai, 15 de juliol de 1990) és una jugadora de bàsquet lituana.
Internacional amb la selecció lituana, en categories de formació es proclamà campiona d'Europa sub-18 (2008) i amb l'absoluta ha disputat l'Eurobasket de 2009, 2011 i 2013. També competeix en la modalitat 3x3 i amb la selecció lituana guanyà la medalla d'or als Jocs Europeus de Cracòvia 2023 i ha aconseguit una medalla de bronze als Campionat d'Europa (2023).